# Bradypodicola hahneli
Bradypodicola hahneli är en fjärilsart som beskrevs av Arnold Spuler 1906. Bradypodicola hahneli ingår i släktet Bradypodicola och familjen mott. Inga underarter finns listade i Catalogue of Life.